# Imany
Imany, właściwie Nadia Mladjao (ur. 5 kwietnia 1979 w Martigues) – francuska piosenkarka i autorka tekstów, była modelka.

## Życiorys

### Wczesne lata
Jej rodzice pochodzą z Komorów. Jako nastolatka trenowała skok wzwyż, następnie była modelką w agencji Ford Models Europe Agency. Po latach podróżowania po świecie (spędziła m.in. siedem lat w Stanach Zjednoczonych), powróciła do Francji i rozpoczęła karierę piosenkarki.
Jej scenicznymi wzorami są artystki, takie jak m.in. Billie Holiday, Madonna, Nina Simone, Tracy Chapman, India.Arie czy Lauryn Hill.

### Kariera

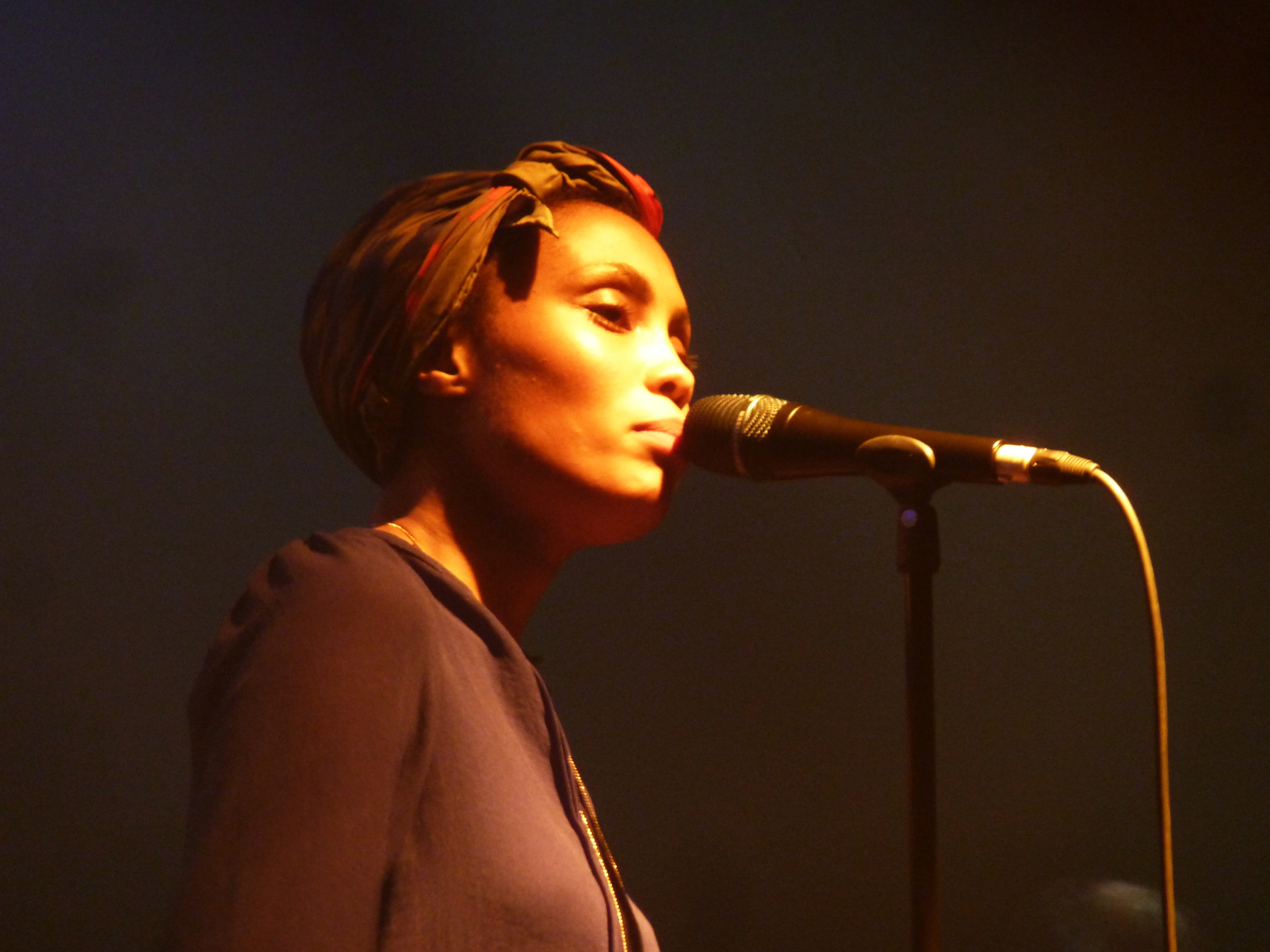
Imany, 2010

Pod pseudonimem Imany (co w języku suahili odznacza „nadzieja”), w 2011 wydała debiutancki album, zatytułowany The Shape of a Broken Heart, który zdobył uznanie krytyków. Muzyka Imany określana jest jako połączenie akustycznego folku oraz soulowego bluesa.
W 2013 wygrała nagrodę Bursztynowego Słowika w koncercie Top of the Top na Sopot Top of the Top Festival 2013 w Sopocie. Zwycięstwo artystce przyniósł utwór „You Will Never Know”, pochodzący z debiutanckiej płyty wokalistki. Sam album The Shape of a Broken Heart osiągnął status platynowej płyty we Francji, Grecji oraz potrójnej platynowej w Polsce.
17 czerwca 2014 wydała album zatytułowany Sous les jupes des filles, wykorzystany jako oficjalna ścieżka dźwiękowa do filmu Spódnice w górę. Album uzyskał status złotej płyty za sprzedaż w Polsce.
29 kwietnia 2016 wydała swój pierwszy minialbum, zatytułowany There Were Tears. 26 sierpnia tego samego roku wydała drugą solową płytę studyjną, zatytułowaną The Wrong Kind of War, która promowana była m.in. przez singiel „Don't Be So Shy”.

### Życie prywatne
W listopadzie 2015 urodziła syna.

## Dyskografia

### Albumy studyjne

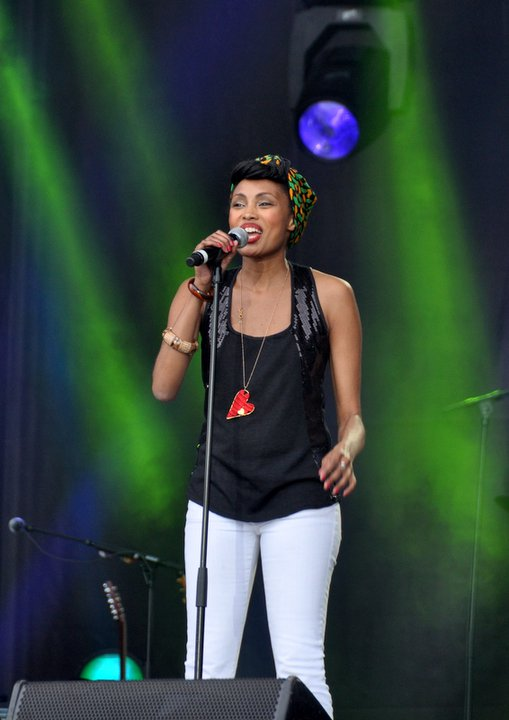
Imany, 2011

| The Shape of a Broken Heart             | - Wydany: 10 maja 2011 - Wytwórnia: Think Zik!         | 19 | 10 | 36 | 47 | 4  | - POL: 3× platynowa płyta - FRA: platynowa płyta |
| The Wrong Kind of War                   | - Wydany: 26 sierpnia 2016 - Wytwórnia: Island Records | 7  | 40 | 9  | 19 | 10 | - FRA: złota płyta - POL: złota płyta            |
| Voodoo Cello                            | - Wydany: 3 września 2021 - Wytwórnia: Think Zik!      | 24 | –  | 47 | 34 | 34 |                                                  |
| „–” oznacza, że album nie był notowany. |                                                        |    |    |    |    |    |                                                  |

### Mini albumy
| Tytuł              | Dane dot. albumu             |
| ------------------ | ---------------------------- |
| Acoustic Sessions  | Wydany: 15 października 2010 |
| There Were Tears   | Wydany: 26 kwietnia 2016     |
| No Reason No Rhyme | Wydany: 14 kwietnia 2017     |
| Time Only Moves    | Wydany: 25 października 2019 |

### Albumy koncertowe
| Tytuł                       | Dane dot. albumu                                       |
| --------------------------- | ------------------------------------------------------ |
| Live at the Casino de Paris | - Wydany: 25 października 2019 - Wytwórnia: Think Zik! |

### Ścieżki dźwiękowe
| Tytuł                     | Dane dot. albumu                                  | Pozycja na liście | Pozycja na liście | Certyfikat         |
| Tytuł                     | Dane dot. albumu                                  | FRA               | POL               | Certyfikat         |
| ------------------------- | ------------------------------------------------- | ----------------- | ----------------- | ------------------ |
| Sous les jupes des filles | - Wydany: 17 czerwca 2014 - Wytwórnia: Think Zik! | 84                | 16                | - POL: złota płyta |

### Single
| „You Will Never Know”                    | 2011 | 26  | 5  | 2  |                         | The Shape of a Broken Heart |
| „Please and Change”                      | 2012 | –   | –  | –  |                         | The Shape of a Broken Heart |
| „The Good The Bad & The Crazy”           | 2014 | 79  | –  | –  |                         | Sous les jupes des filles   |
| „Don't Be So Shy”                        | 2015 | 1   | 1  | 22 | - POL: diamentowa płyta | The Wrong Kind of War       |
| „There Were Tears”                       | 2016 | 50  | 38 | –  |                         | The Wrong Kind of War       |
| „Silver Lining (Clap Your Hands)”        | 2016 | 32  | –  | –  |                         | The Wrong Kind of War       |
| „Nothing to Save”                        | 2016 | 179 | –  | –  |                         | The Wrong Kind of War       |
| „No Reason No Rhyme”                     | 2017 | –   | –  | –  |                         | The Wrong Kind of War       |
| „Hey Little Sister”                      | 2019 | –   | –  | –  |                         | Time Only Moves             |
| „Wonderful Life (Stream Jockey Rework)”  | 2021 | –   | 19 | –  |                         | Voodoo Cello                |
| „The A Team”                             | 2021 | –   | –  | –  |                         | Voodoo Cello                |
| „Like a Prayer”                          | 2021 | –   | –  | –  |                         | Voodoo Cello                |
| „–” oznacza, że singel nie był notowany. |      |     |    |    |                         |                             |

### Występy gościnne
| Tytuł                                         | Rok  | Pozycja na liście | Album      |
| Tytuł                                         | Rok  | FRA               | Album      |
| --------------------------------------------- | ---- | ----------------- | ---------- |
| „Le mystère féminin” (Kery James feat. Imany) | 2013 | 120               | Dernier MC |